# منية الرقة
قرية منية الرقة هي إحدى القرى التابعة لمركز أطفيح في محافظة الجيزة في جمهورية مصر العربية. حسب إحصاءات سنة 2006، بلغ إجمالي السكان في منية الرقة 6214 نسمة، منهم 3207 رجل و3007 امرأة.